# Batalha dos Confeiteiros Brasil (1.ª temporada)
A primeira temporada do Batalha dos Confeiteiros Brasil, um talent show brasileiro, estreou em 30 de setembro de 2015 e terminou em 9 de dezembro de 2015, exibido pela RecordTV em parceria com a Discovery Home & Health. Com apresentação do confeiteiro Buddy Valastro, a temporada contou com 14 participantes, com o objetivo de ser escolhido por Buddy para comandar a primeira filial da Carlo's Bakey no Brasil.

## Formato
Em cada episódio ocorrem dois desafios: o Desafio do Confeiteiro e o Desafio de Eliminação.
- Desafio do Confeiteiro: Provas geralmente individuais onde o vencedor ganha determinada vantagem no Desafio de Eliminação.
- Desafio de Eliminação: Disputado em grupos. A equipe perdedora do Desafio tem um de seus integrantes eliminados.

## Participantes
As informações referentes à idade e ocupação dos participantes estão de acordo com o momento em que ingressaram no programa.
As datas de eliminação são os dias em que os episódios foram originalmente ao ar.
| Participante      | Idade | Origem              | Resultado                               | Resultado |
| ----------------- | ----- | ------------------- | --------------------------------------- | --------- |
| Rick Zavala       | 43    | Santos - SP         | Vencedor em 9 de dezembro de 2015       |           |
| Marcia Acácio     | 41    | Fortaleza - CE      | 2.º lugar em 9 de dezembro de 2015      |           |
| Chico Zinneck     | 32    | São Paulo - SP      | 10.º eliminado em 2 de dezembro de 2015 |           |
| Manu Monteiro     | 28    | Rio de Janeiro - RJ | 9.ª eliminada em 25 de novembro de 2015 |           |
| Candelaria Forero | 30    | Medellín - Colômbia | 8.ª eliminada em 18 de novembro de 2015 |           |
| Gustavo Henrique  | 23    | Timbaúba - PE       | 8.º eliminado em 18 de novembro de 2015 |           |
| Rosangela Marinho | 57    | Rio de Janeiro - RJ | 7.ª eliminada em 11 de novembro de 2015 |           |
| Alex Alvino       | 42    | Nova Iguaçu - RJ    | 6.º eliminado em 4 de novembro de 2015  |           |
| Ju Andreazi       | 32    | Santo André - SP    | 5.ª eliminada em 28 de outubro de 2015  |           |
| Mari CoraliI      | 34    | Vinhedo - SP        | 4.ª eliminada em 21 de outubro de 2015  |           |
| Léo Vilela        | 29    | São Paulo - SP      | 3.º eliminado em 14 de outubro de 2015  |           |
| Rodolfo Araújo    | 37    | Salvador - BA       | 3.º eliminado em 14 de outubro de 2015  |           |
| Bruna Monari      | 34    | São Paulo - SP      | 2.ª eliminada em 7 de outubro de 2015   |           |
| Manuka            | 39    | São Paulo - SP      | 1.º eliminado em 30 de setembro de 2015 |           |

### Progresso
| Posição | Confeiteiro | Individual | Individual | Individual | Individual | Individual | Individual | Individual | Individual | Individual | Individual | Individual | Individual | Individual | Individual | Individual | Individual | Individual | Individual | Individual | Final    |
| Posição | Confeiteiro | 1.01       | 1.01       | 1.02       | 1.02       | 1.03       | 1.03       | 1.04       | 1.04       | 1.05       | 1.05       | 1.06       | 1.06       | 1.07       | 1.07       | 1.08       | 1.08       | 1.09       | 1.09       | 1.10       | 1.11     |
| Posição | Confeiteiro | DC         | DE         | DC         | DE         | DC         | DE         | DC         | DE         | DC         | DE         | DC         | DE         | DC         | DE         | DC         | DE         | DC         | DE         | DC         | DE       |
| ------- | ----------- | ---------- | ---------- | ---------- | ---------- | ---------- | ---------- | ---------- | ---------- | ---------- | ---------- | ---------- | ---------- | ---------- | ---------- | ---------- | ---------- | ---------- | ---------- | ---------- | -------- |
| 1       | Rick        | MD         | EVDE       | MD         | EVDE       | MD         | EVDE       | MD         | Equipe 2   | MD         | SMEDE      | MD         | EPDE       | MD         | EPDE       | MD         | EVDE       | VDC        | EVDE       | MD         | VENCEDOR |
| 2       | Marcia      | MD         | SMEDE      | MD         | EPDE       | MD         | EVDE       | MD         | Equipe 2   | VDC        | SMEDE      | MD         | EVDE       | MD         | EVDE       | MD         | EPDE       | MD         | EVDE       | VDC        | 2º LUGAR |
| 3       | Chico       | VDC        | EVDE       | MD         | EVDE       | MD         | SMEDE      | MD         | Equipe 1   | MD         | SMEDE      | MD         | EPDE       | MD         | EVDE       | MD         | EVDE       | MD         | EPDE       | Eliminado  |          |
| 4       | Manu        | MD         | EPDE       | MD         | EVDE       | MD         | EPDE¹      | VDC        | Equipe 2   | MD         | EVDE       | MD         | EVDE       | MD         | EPDE       | MD         | EVDE       | MD         | Eliminada  |            |          |
| 5–6     | Candelaria  | MD         | EVDE       | MD         | EPDE       | MD         | EPDE²      | MD         | Equipe 1   | MD         | EPDE       | MD         | EVDE       | VDC        | EPDE       | MD         | Eliminada  |            |            |            |          |
| 5–6     | Gustavo     | MD         | EVDE       | MD         | EPDE       | MD         | SMEDE      | MD         | Equipe 1   | MD         | EVDE       | VDC        | EPDE       | MD         | EVDE       | VDC        | Eliminado  |            |            |            |          |
| 7       | Rosangela   | MD         | SMEDE      | VDC        | EPDE       | MD         | EPDE¹      | MD         | Equipe 2   | MD         | EVDE       | MD         | EVDE       | MD         | Eliminada  |            |            |            |            |            |          |
| 8       | Alex        | MD         | SMEDE      | MD         | EVDE       | VDC        | SMEDE      | MD         | Equipe 1   | MD         | EPDE       | MD         | Eliminado  |            |            |            |            |            |            |            |          |
| 9       | Ju          | MD         | TMEDE      | MD         | EPDE       | VDC        | EVDE       | VDC        | Equipe 1   | MD         | Eliminada  |            |            |            |            |            |            |            |            |            |          |
| 10      | Mari        | MD         | TMEDE      | MD         | EVDE       | MD         | EPDE²      | MD         | Eliminada  |            |            |            |            |            |            |            |            |            |            |            |          |
| 11–12   | Rodolfo     | MD         | TMEDE      | MD         | EPDE       | MD         | Eliminado² |            |            |            |            |            |            |            |            |            |            |            |            |            |          |
| 11–12   | Vilela      | MD         | EPDE       | MD         | EVDE       | MD         | Eliminado¹ |            |            |            |            |            |            |            |            |            |            |            |            |            |          |
| 13      | Bruna       | MD         | TMEDE      | MD         | Eliminada  |            |            |            |            |            |            |            |            |            |            |            |            |            |            |            |          |
| 14      | Manuka      | MD         | Eliminado  |            |            |            |            |            |            |            |            |            |            |            |            |            |            |            |            |            |          |

Legenda
(DC) Desafio do Confeiteiro
(DE) Desafio de Eliminação
     (VENCEDOR) Vencedor da competição
     (2.º LUGAR) Segundo lugar
     (VDC) Vencedor do Desafio do Confeiteiro
     (MD) Médio rendimento no Desafio do Confeiteiro
         (Equipe 1/Equipe 2) Quando não houver anuncio de equipe vencedora/perdedora do Desafio de Eliminação
     (EVDE) Equipe vencedora do Desafio de Eliminação
     (SMEDE) Segunda melhor equipe no Desafio de Eliminação
     (TMEDE) Terceira melhor equipe no Desafio de Eliminação
     (EPDE) Equipe perdedora do Desafio de Eliminação
     Eliminado
     Desistente

## Audiência
Os pontos são baseados no IBOPE.
| Episódio    | Data                   | Audiência (em pontos) | Ref.  |
| ----------- | ---------------------- | --------------------- | ----- |
| 1           | 30 de setembro de 2015 | 12,8                  |       |
| 2           | 7 de outubro de 2015   | 10,6                  |       |
| 3           | 14 de outubro de 2015  | 13,8                  |       |
| 4           | 21 de outubro de 2015  | 11,4                  |       |
| 5           | 28 de outubro de 2015  | 12,1                  |       |
| 6           | 4 de novembro de 2015  | 11,3                  | [ 1 ] |
| 7           | 11 de novembro de 2015 | 13,2                  |       |
| 8           | 18 de novembro de 2015 | 10,9                  |       |
| 9           | 25 de novembro de 2015 | 11,2                  |       |
| 10          | 2 de dezembro de 2015  | 9,3                   | [ 2 ] |
| 11          | 9 de dezembro de 2015  | 11,5                  | [ 3 ] |
| Média Geral | Média Geral            | 11,6                  |       |